# JX童話の花束
『清水ミチコのJX-ENEOS童話の花束』（しみずミチコのジェイエックス・エネオスどうわのはなたば）はNRN系列局（ただし沖縄県はJRN単独ネットの琉球放送（RBC）にネット）で放送されていたラジオ番組である。2002年頃スタート。ニッポン放送など一部ネット局では『清水ミチコのミッチャン・インポッシブル』内で放送されている（下記参照）。JOMO→ENEOSの単独提供番組である。旧タイトルは『清水ミチコのJOMO童話の花束』（しみずミチコのジョモ - ）→『清水ミチコのJX童話の花束』（しみずミチコのジェイエックス - ）。本項では、本番組と関係があるJX-ENEOS童話賞（現・ENEOS童話賞）についても説明する。

## 番組内容
- スタート当初は毎年旧JOMOが主催する「JOMO童話賞」の過去の受賞作品をネット局のパーソナリティが朗読する形式を取っていた。タレントの清水ミチコが登場人物全ての役を、ニッポン放送アナウンサーの飯田浩司がナレーションの形で紹介していた。[1]なお、清水は過去にNHK教育テレビジョン「てれび絵本」でも「クレヨンのくろくん」の朗読をしたことがあった。
- ニッポン放送ではJOMO提供の『涙の電話リクエスト』→『福澤朗ラジオ☆スター』→『清水ミチコのミッチャン・インポッシブル』の1コーナーとして放送されている。『福澤朗ラジオ☆スター』までは生放送であったが、『清水ミチコのミッチャン・インポッシブル』では事前収録となっている（番組自体が録音体制のため）。
- 2010年7月1日にジャパンエナジーが新日本石油と合併し、同賞がJXホールディングス（現・ENEOSホールディングス）の管轄となり「JX童話賞」に改められ、ジングルもコーラス部分のみ変更された（メロディは「JOMO童話の花束」時代から継続）。その後2013年5月の第44回分より「JX-ENEOS童話賞」と改題されたことに伴いタイトル・ジングル（メロディ・コーラス）共々差し替えられた。
- なお、単独番組版では番組タイトルを「ENEOSステーション大作戦 清水ミチコのミッチャン・インポッシブル JX-ENEOS童話の花束」（エネオスステーションだいさくせん しみずミチコのミッチャン・インポッシブル ジェイエックス・エネオスどうわのはなたば）と紹介しており、これに該当するネット局の一部では番組改編期に発行されるタイムテーブルでもこのタイトルで表記している。
- 毎年11月に行われるJX童話賞の授賞式直後の放送では、一般、中学生、小学生以下の各部の最優秀賞受賞者へのインタビューを放送する。また、その翌週以降に各部の最優秀賞受賞作品を朗読する。
- オープニングの流れ
  - 「ミッチャン・インポッシブル内包局」・・・タイトルジングルの後、清水が簡単なモノマネコントを行い、モノマネのままタイトルをコールする。その後、清水が地声に戻って「○○さん（モノマネで出てきた人物）、ありがとうございました」とお礼を述べて番組・コーナー開始となる。
  - 「単独編成局」・・・タイトルジングルの後、（清水）「清水ミチコと」（飯田）「ニッポン放送飯田浩司が心を込めてお届けします。」ではじまる提供クレジット、それに続き清水の「それでは今日はこの方のタイトルコールです。」のコメントを入れ、以降は内包局と同じ。
- 「単独編成局」のエンディング・・・「皆さん、いかがでしたか。来週はどんな作品が紹介することができるのか、どうぞお楽しみに。この時間のお相手は清水ミチコと」「ニッポン放送飯田浩司でした。」「では、また来週です。」、提供クレジットへと続く。
- なお、この朗読コーナーは「ミッチャン・インポッシブル」終了と同時に幕を下ろした。

## ネット局・放送時間
- 2013年10月現在。放送時間はJST表記。
- 放送時間データは三才ブックス刊行『ラジオ番組表』などによる

| 『清水ミチコのミッチャン・インポッシブル』の1コーナーとして放送されている局 | 『清水ミチコのミッチャン・インポッシブル』の1コーナーとして放送されている局 | 『清水ミチコのミッチャン・インポッシブル』の1コーナーとして放送されている局 | 『清水ミチコのミッチャン・インポッシブル』の1コーナーとして放送されている局 | 『清水ミチコのミッチャン・インポッシブル』の1コーナーとして放送されている局                                                                                  |
| 放送地域                                                                    | 放送局                                                                      | 放送日                                                                      | 放送時間                                                                    | 備考 |
| --------------------------------------------------------------------------- | --------------------------------------------------------------------------- | --------------------------------------------------------------------------- | --------------------------------------------------------------------------- | --- |
| 関東広域圏                                                                  | ニッポン放送                                                                | 土曜日                                                                      | 16:00 - 17:00                                                               | |
| 北海道                                                                      | STVラジオ                                                                   | 日曜日                                                                      | 11:00 - 11:30                                                               | 2008年4月より北海道放送からネット移行、 同時に『ミッチャン・インポッシブル』としての新規ネットを開始。 2012年4月8日より放送時間変更。                        |
| 長野県                                                                      | 信越放送                                                                    | 土曜日                                                                      | 15:05 - 15:35                                                               | 2010年4月3日放送分より『ミッチャン・インポッシブル』のネットを新たに開始。                                                                                   |
| 中京広域圏                                                                  | 東海ラジオ放送                                                              | 日曜日                                                                      | 11:30 - 12:00                                                               | |
| 近畿広域圏                                                                  | 朝日放送                                                                    | 日曜日                                                                      | 12:30 - 13:00                                                               | 2008年4月、毎日放送からネット移行。 同時に『ミッチャン・インポッシブル』の新規ネットを開始 （なお、後継番組の『ENEOSプレゼンツ あさナビ』はMBSラジオで放送） |
| 岡山県                                                                      | 山陽放送                                                                    | 日曜日                                                                      | 15:30 - 16:00                                                               | |
| 広島県                                                                      | 中国放送                                                                    | 日曜日                                                                      | 11:00 - 11:30                                                               | 2013年4月7日から放送時間変更。 |
| 山口県                                                                      | 山口放送                                                                    | 土曜日                                                                      | 15:00 - 15:30                                                               | 2010年4月3日放送分より『ミッチャン・インポッシブル』のネットを新たに開始。                                                                                   |
| 福岡県                                                                      | 九州朝日放送                                                                | 日曜日                                                                      | 11:00 - 11:30                                                               | 2008年4月、RKB毎日放送からネット移行。 同時に『ミッチャン・インポッシブル』の新規ネットを開始。                                                              |
| 大分県                                                                      | 大分放送                                                                    | 日曜日                                                                      | 17:00 - 17:30                                                               | 2010年4月4日放送分より『ミッチャン・インポッシブル』のネットを新たに開始。                                                                                   |
| 単独番組として放送されている局                                              |                                                                             |                                                                             |                                                                             | |
| 放送地域                                                                    | 放送局                                                                      | 放送日                                                                      | 放送時間                                                                    | 備考 |
| 青森県                                                                      | 青森放送                                                                    | 土曜日                                                                      | 17:00 - 17:10                                                               | |
| 秋田県                                                                      | 秋田放送                                                                    | 土曜日                                                                      | 07:00 - 07:10                                                               | |
| 岩手県                                                                      | IBC岩手放送                                                                 | 土曜日                                                                      | 16:50 - 17:00                                                               | |
| 山形県                                                                      | 山形放送                                                                    | 土曜日                                                                      | 17:35 - 17:45                                                               | |
| 宮城県                                                                      | 東北放送                                                                    | 土曜日                                                                      | 08:00 - 08:10                                                               | 2011年4月より「ラジオマガジンEARLY BIRD」に内包。 2008年3月までは『ニューシミチコパラダイス』もネットしていた                                                |
| 福島県                                                                      | ラジオ福島                                                                  | 日曜日                                                                      | 18:00 - 18:10                                                               | 『心ひとつに3.11 ふくしまの絆ステーション』に内包。 |
| 新潟県                                                                      | 新潟放送                                                                    | 土曜日                                                                      | 17:30 - 17:40                                                               | 2012年4月、放送時間変更。 |
| 山梨県                                                                      | 山梨放送                                                                    | 土曜日                                                                      | 17:30 - 17:40                                                               | |
| 富山県                                                                      | 北日本放送                                                                  | 日曜日                                                                      | 08:50 - 09:00                                                               | |
| 石川県                                                                      | 北陸放送                                                                    | 土曜日                                                                      | 17:50 - 18:00                                                               | |
| 福井県                                                                      | 福井放送                                                                    | 土曜日                                                                      | 17:00 - 17:10                                                               | |
| 静岡県                                                                      | 静岡放送                                                                    | 土曜日                                                                      | 09:18 - 09:28                                                               | 『山田辰美の土曜はごきげん』に内包、2013年10月5日から放送時間変更。                                                                                          |
| 和歌山県                                                                    | 和歌山放送                                                                  | 土曜日                                                                      | 07:00 - 07:10                                                               | 後継番組の『ENEOSプレゼンツ あさナビ』は、2015年3月30日にネットを開始した。                                                                                  |
| 鳥取県・島根県                                                              | 山陰放送                                                                    | 日曜日                                                                      | 08:00 - 08:10                                                               | |
| 徳島県                                                                      | 四国放送                                                                    | 土曜日                                                                      | 06:30 - 06:40                                                               | |
| 香川県                                                                      | 西日本放送                                                                  | 土曜日                                                                      | 17:35 - 17:45                                                               | |
| 愛媛県                                                                      | 南海放送                                                                    | 土曜日                                                                      | 08:35 - 08:45                                                               | 2013年10月5日から放送時間変更。 |
| 高知県                                                                      | 高知放送                                                                    | 土曜日                                                                      | 09:50 - 10:00                                                               | |
| 長崎県・佐賀県                                                              | 長崎放送                                                                    | 土曜日                                                                      | 11:40 - 11:50                                                               | 佐賀県はNBCラジオ佐賀 |
| 熊本県                                                                      | 熊本放送                                                                    | 土曜日                                                                      | 07:10 - 07:20                                                               | |
| 宮崎県                                                                      | 宮崎放送                                                                    | 土曜日                                                                      | 15:50 - 16:00                                                               | |
| 鹿児島県                                                                    | 南日本放送                                                                  | 土曜日                                                                      | 17:50 - 18:00                                                               | 2012年4月、放送時間変更 |
| 沖縄県                                                                      | 琉球放送                                                                    | 日曜日                                                                      | 11:50 - 12:00                                                               | 本来のNRN系列ラジオ沖縄がスポンサーと編成の都合により放送が難しいため、当局が受け持つこととなった。後継番組『ENEOSプレゼンツ あさナビ』も同様である。        |

## ENEOS童話賞
ENEOS童話賞（エネオスどうわしょう）はENEOSホールディングスが開催していた創作童話を募集する文学賞。メセナ活動として「心のふれあい」をテーマにした創作童話を募集した。
ENEOS童話賞はENEOSホールディングスの前身企業にあたる共同石油が1973年に創設した「共石創作童話賞」が前身。1970年に宅配灯油購入者への販促品として制作した童話集「アンデルセンをおはなししましょう」をきっかけとして創設され1974年には東京都内の福祉施設への寄贈、1992年には社会福祉分野への寄付事業「童話の花束基金」を実施。その後合併に伴い1994年に「JOMO童話賞」（第24 - 40回）、2010年7月に「JX童話賞」（第41 - 43回）、2013年3月に「JX-ENEOS童話賞」（第44 - 47回）、2017年に「JXTG童話賞」と名称が変更され、2020年に主催するJXTGホールディングスがENEOSホールディングスに社名変更されるのに伴い、現名称に改称された。その後社会貢献活動の見直しを理由として2022年度をもって「ENEOS児童文化賞」「ENEOS音楽賞」とともに開催を終了した。終了までに40万編以上の作品が寄せられ入賞作品1,023編、そのうち743編が童話集『童話の花束』に収録された。
応募作品の中から西本鶏介ら選考委員による審査により優秀作を表彰および『童話の花束』に編纂、発行している。『童話の花束』は応募者全員および児童施設・機関などに無償配布される他、ENEOSサービスステーション（店舗）利用客への配布、および有償で一般にプレゼントされている。なお、『童話の花束』は非売品であり、書店では販売されていない。童話集の売上は2004年より全国社会福祉協議会を通じて「ENEOS奨学助成制度」として児童への奨学金として充てられており、本賞の終了後も別施策として継続される。
作品募集から『童話の花束』発行までのスケジュールは概ね以下の通り。
- 3月 - 5月

郵送およびインターネットで作品を募集。
- 6月 - 10月

選考委員による作品の審査。
- 11月

受賞作品を発表、授賞式を実施。
- 12月

『童話の花束』発行。応募者などへの無償配布および翌年2月まで有償プレゼント。それ以降は過去3年分までバックナンバー扱いで配布。
なお過去の受賞作品は、PDFファイルにまとめられ、同賞の公式ウェブサイトに公開されていた。ただし一般公募をしていない第1・2・3・5・6集については非公開となっている。

### 審査方法
- テーマは「こころのふれあい」で、未発表のオリジナル作品。
- 応募はアマチュアのみ。合作・連名などの共作不可。
- 縦書きで表紙を除き400字詰め原稿用紙5枚以内（ワープロ、乃至はパソコンのワープロソフトの場合は1行20字×20行で5枚相当分以内）にまとめる

### 審査部門
大きく、高校生以上を対象とする「一般の部」と、「中学生の部」（第38回から）、「小学生の部」（第37回までは「児童賞」）の3部門があり、それぞれに最優秀賞1編、優秀賞2編、佳作と奨励賞が各5編選ばれる。
一般の部は賞金として最優秀賞100万円、優秀賞30万円、佳作10万円、中学生・小学生は図書カードを最優秀賞10万円分、優秀賞5万円分、佳作3万円分をそれぞれ記念品とともに贈呈し、また奨励賞を含む各賞受賞者に対しては、賞状を贈る。（2014年・第45回実績）
また奨励賞を除く各賞受賞者には特典として、表彰式に出席できるほか、作品集『童話の花束』の最新号に掲載する。また応募者全員に参加賞として『童話の花束』の最新号が贈呈される。

### 選考委員
終了時点
- 西本鶏介（1978-1979年・1981年-）
- 立原えりか（1991年-）
- 角野栄子（1993年-）
- 中井貴恵（2007年-）
- 宮西達也（2014年-）
- 薫くみこ（2014年-）

過去
- 筒井敏雄（1973年）
- 星新一（1973年）
- 岸田今日子（1973・1976-2005年）
- 伊丹十三（1976年）
- 立川清登（1977年）
- 鳥越信（1980年）
- 百々佑利子（1981-1990年）